# クリス松村の注文の多いレコード店
『クリス松村の注文の多いレコード店』（クリスまつむらのちゅうもんのおおいレコードてん）は、歌謡ポップスチャンネルで2014年11月12日から放送したテレビ番組。

## 番組概要
昭和歌謡専門のレコード店を舞台に、MCクリス松村が毎回ゲストと共に1970年～80年代の懐かしい名曲をレコードを聴きながら語りつくすトークバラエティ番組。クリス松村・ゲスト両者による“選りすぐりの曲”を紹介する他、クリス松村がゲストに“本人に関するクイズ”を出題する。

## 出演者
【レギュラー】
- メインMC:クリス松村
- ピアニカ奏者:大羽洋子

【ゲスト】
- 第1回:榊原郁恵
- 第2回:太田裕美
- 第3回:稲垣潤一
- 第4回:野口五郎
- 第5回:サーカス (歌手)
- 第6回:岩崎宏美
- 第7回:アグネス・チャン
- 第8回:松本伊代
- 第9回:南佳孝
- 第10回:南野陽子
- 第11回:八神純子
- 第12回:西城秀樹

## スタッフ
- 構成：村上知行
- 技術：ちわき屋商店、株式会社KSF
- 美術：篠原丈裕
- 音効：磯部裕之
- 制作進行：福田真衣、塚原康太、佐藤和貴
- 協力：diskunion昭和歌謡館、dues新宿、名曲・珈琲 新宿「らんぶる」
- 広報：石田翼
- ＡＰ：内藤友基
- ディレクター：濱修一(1)、福田真衣(2,8)、野口誠史(3,4)、藤本宏記(5,11)、佐藤成幸(6,10)、占部暁子(7)、木村純子（9）
- プロデューサー：菅野真衣、富原宗祐
- 制作協力：東京ビデオセンター
- 制作著作：歌謡ポップスチャンネル